# Hendrik Weyenbergh

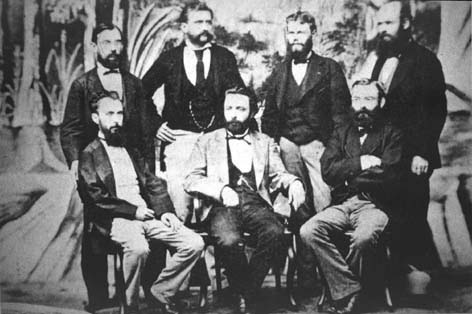
Mitglieder der Academia Nacional de Ciencias (Córdoba) 1876, Weyenbergh sitzend Erster von links

Hendrik Weyenbergh (* 6. Dezember 1842 in Haarlem; † 27. Juli 1885 in Bloemendaal) war ein Zoologe niederländischer Herkunft, der hauptsächlich in Argentinien tätig war. Er gründete das Zoologische Museum in Córdoba.
Weyenbergh kam 1872 auf Einladung Hermann Burmeisters nach Argentinien. Er lehrte an der Universidad Nacional de Córdoba, bis er aufgrund größerer Differenzen zwischen Burmeister und ihm zeitweilig von der Universität wegging. Er war Gründungsmitglied der Sociedad Entomológica Argentina und Präsident der Academia Nacional de Ciencias.
1881 kehrte er in die Niederlande zurück, wo er 1885 starb.
Obwohl er kein Ichthyologe war, hat Weyenbergh verschiedene Süßwasserfische Argentiniens neu beschrieben. Die meisten gelten jedoch heute als Synonyme anderer Taxa, zum Beispiel Synbranchus doeringii.